# Distretto di Polateli
Il distretto di Polateli (in turco Polateli ilçesi) è uno dei distretti della provincia di Kilis, in Turchia.